# Sanggrahan (Kebonagung)
Sanggrahan is een bestuurslaag in het regentschap Pacitan van de provincie Oost-Java, Indonesië. Sanggrahan telt 2698 inwoners (volkstelling 2010).